# اعتبار (منطق)
در منطق، یک استدلال معتبر (به انگلیسی: Valid) است اگر و فقط اگر شکلی به خود بگیرد که این را غیرممکن سازد که مقدمه‌هایش صادق باشند و با این حال نتیجه کاذب باشد. در اعتبار (به انگلیسی: Validity) مهم این است که عبور از مقدمات به نتیجه، به لحاظ صوری درست باشد. برای استدلالی معتبر نیاز نیست که مقدمه‌هایی داشته باشد که بواقع صادق هستند، بلکه نیاز است که مقدمه‌هایی داشته باشد، که اگر صادق بودند، صدق نتیجه استدلال را تضمین کنند.